# El Mazuco
El Mazuco (em castelhano) ou El Mazucu (em asturiano) é uma aldeia da paróquia civil de Caldueñu, no concelho  (município) de Llanes,  província e Principado das Astúrias, Espanha. Em 2006, estimava-se que tivesse 67 habitantes e 25 residências.
Está localizada a 355 metros acima do nível do mar na Sierra del Cuera, a 16 quilômetros em Llanes. A estrada de Llanes para Meré passa sobre o Alto de la Tornería  e depois desce até a Ermida do Santo Ángel, entrando à esquerda leva de imediato para a aldeia. A dois quilômetros ao sul está o ponto mais alto no Concelho de Llanes, Peña Blanca
A aldeia fica na extremidade ocidental de um vale fechado e distante  2,5 km dos rios Belugas e do Pasador, que pouco antes de um naufrágio fazia parte de Cueva del Bolugo (43° 22′ 45″ N, 4° 51′ 03″ O), o rio passa quase diretamente sob a aldeia para ressurgir no Caldueñin (43° 22′ 48″ N, 4° 51′ 54″ O)
Durante a Guerra Civil Espanhola, El Mazuco foi o foco de uma importante batalha entre 6 de setembro de 1937 e 22 de setembro de 1937, quando 5 000 homens das forças republicanas lutaram contra 33 000 nacionalistas na conhecida Batalha de El Mazuco.